# Bad Moon Rising (episodio)
«Bad Moon Rising» es el tercer episodio de la segunda temporada de la serie de televisión estadounidense de drama, policial, sobrenatural y de fantasía oscura Grimm. El guion principal del episodio fue escrito por Richard Hatem, y la dirección general estuvo a cargo de David Solomon. 
El episodio se transmitió originalmente el 27 de agosto del año 2012 por la cadena de televisión NBC en los Estados Unidos. Mientras que en América Latina el episodio se estrenó el 1 de octubre del mismo año por el canal Universal Channel.
En este episodio Nick se ve obligado a contemplar como su buen amigo Hank pierde lentamente la cabeza, a medida que se involucra en el secuestro de su ahijada, que es un caso relacionado con los Wesen y la verdadera naturaleza del mundo.

## Argumento
En una casa común y corriente de Portland, una adolescente, es secuestrada por unos Wesen parecidos a unos Coyotes. Los secuestradores resultan ser familiares de la chica y tienen planeado "regresarla a la manda" en un extraño ritual de aceptación.  
Nick visita a Juliette en el hospital, y en un intento por refrescarle la memoria, el detective le muestra a su amnésica novia, fotos de ellos juntos. Juliette parece recordar donde y como fueron tomadas las fotos, pero nada relacionado de su vida junto a él. Nick va hablar con el doctor de la condición de Juliette, pero este le indica que hasta que le hagan más pruebas, no podrán descartar alguna enfermedad mental. En respuesta a esto, Nick cree que Juliette no debería recordar nada de sus encuentros con el mundo sobrenatural. Para comprobarlo, Nick le pide de favor a Monroe que la visite, pero al hacerlo, Juliette recuerda sin mucho esfuerzo a Monroe y la cena que tuvieron juntos para celebrar su intervención en el caso de los Eberhart.      
Hank Griffin continua sus sesiones de terapia en su intento desesperado por superar sus traumas relacionados con extrañas cosas que ha estado contemplando desde el caso de Pie Grande, pero sus recuerdos tan solo incrementan su inseguridad y paranoia. 
En la comisaría de Portland, Nick habla con el capitán Renard del asesinato de Catherine Schade, para convencer a su superior de comenzar la búsqueda de la principal sospechosa, Adalind Schade, cuando sus verdaderas intenciones son usar los recursos de la policía y así encontrar a la mujer responsable de la amnesia de Juliette, sin imaginarse que su superior sabe de sus planes, dado que también está interesado en encontrar a la antigua Hexenbiest. 
Nick nota la angustia por la que está pasando Hank y por un momento considera confesarle su secreto a su amigo. No obstante, los dos son interrumpidos por la llegada de un triste Jarold Kampfer, un amigo de toda la vida de Hank y un Wesen, que ha venido para anunciar la desaparición de su hija Carly y la ahijada de Hank. Tras descubrir que Jarold es un Wesen, Nick va al camper a investigar con Monroe y descubre que la especie de Jarold, son los Coyotl, criaturas parecidas a Coyotes, con mentalidad de manada y seguidores de antiguos y extrañas tradiciones. A su regreso a la comisaría, Nick confronta a Jarold revelándole su identidad como un Grimm y lo cuestiona sobre el ritual de la Aseveración. Esto provoca que Jarold se percate de los responsables detrás del secuestro de su hija y acusa a su cuñado Hayden Walker de ser el responsable del secuestro y del intento de aseveración, un ritual en el que un coyotl hembra es introducida en la manda al cumplir la edad de diecisiete años, aparentemente con ningún otro propósito más que hacerla fértil, aunque eso signifique ser abusada por sus propios parientes de sangre. 
Nick y Hank buscan a Hayden en su departamento, pero al no encontrar más que restos de animales mutilados (que en el ritual de aseveración es necesario), los mismos acompañados de Jarold, interceptan a Hayden en la granja de los Walker, lugar donde Jarold pierde el control y sale a buscar a su hija. Nick y Hank hacen lo mismo y encuentran a Carly oculta en un pozo. Sin embargo, en ve de rendirse, Hayden le ordena a sus hijos que ataquen a los oficiales, y comienzan un tiroteo en la granja. Hank, Nick y Carly se refugian en un edificio, donde la adolescente se percata de que uno de los policías es un Grimm y presa del pánico, se transforma delante de Hank, quien le apunta a su propia ahijada. Esto obliga a Nick a confesarle de una vez por todas la verdad a su amigo, al relatarle que en el mundo existen monstruos, que él es capaz de verlos y tiene como deber cazar a los que representen una amenaza para la humanidad. Aunque Hank pone en duda las palabras de su amigo, el detective decide confiar en Nick y trabajando en equipo con Carly y con la eventual intervención de Jarold, consiguen detener a los Walker. Más tarde en la comisaría, Hank le agradece a Nick por haberle confesado la verdad, mostrándose bastante satisfecho de conocer la verdadera naturaleza del mundo. 
Unas horas después, Nick trae a Juliette de regreso a su hogar, con la esperanza de ayudar a la veterinaria de que recuerde la memoria. Pero Julette afirma estar cansada y sube las escaleras para descansar. Ante esto, Nick se siente en el sillón de la sala, aliviado de haber resuelto por lo menos un problema en la semana.

## Elenco
- David Giuntoli como Nick Burkhardt.
- Russell Hornsby como Hank Griffin.
- Bitsie Tulloch como Juliette Silverton.
- Silas Weir Mitchell como Monroe.
- Sasha Roiz como el capitán Renard.
- Bree Turner como Rosalee Calvert
- Reggie Lee como el sargento Wu.

## Producción
El título de su episodio es una referencia al álbum musical del mismo nombre. Y debería ser considerado como una referencia a los temas tratados en el episodio. 
La frase inicial del episodio es parte de un cuento alemán, llamado la anciana en el bosque. Este cuento fue recopilado por los hermanos Grimm, pero no fue escrito por los mismos. 

### Actuación
Además de contar como estrella invitada a John Pyper-Fergunson, el episodio también incluyó al reconocido actor de la televisión, Mark Pellegrino como Jarold Kampfer, un amigo de la secundaria de Hank.

### Guion
El episodio presentó la esperada situación en la que Hank descubre la verdad sobre el mundo en el que vive: 
En un reportaje de TVGuide, el actor Russel Hornsby dio pistas sobre el desarrollo de su personaje.

"Ahora cuestiona todo: ¿Que esta pasando? ¿Quien es quien? ¿Debe ser un oficial de policía a la fuerza o no? Esa es su nueva travesía heroica."

En una entrevista a Entertainment Weekly, el actor Russel Hornsby hablo oficialmente del desarrollo de su personaje en los eventos relatados en el episodio. 

"Bueno, creo que vamos a empezar con buen pie. Nos hemos mantenido a raya hasta el limite, y ahora que ya salió el gato, realmente vamos a lo seguro. Así que ahora estos chicos están más unidos que antes y será una lucha contra el crimen de espalda contra espalda.
"

### Continuidad
- Nick por fin reúne el valor de confesar la verdad sobre su identidad y el mundo de los Wesen al primer humano.
- Juliette recuerda todo los eventos de su vida excepto todo lo relacionado con su novio.

## Recepción

### Audiencia
En el día de su transmisión original en los Estados Unidos por la NBC, el episodio fue visto por un total de 4.670.000 de telespectadores.

### Crítica
El episodio ha cosechado críticas positivas entre los críticos y los fanáticos de la serie.
Emily Rome de Entertainment Weekly, quedó fascinada por el descubrimiento realizado por Hank, aunque no le gusto que el argumento del episodio dejara de lado, otras tramas importantes de la temporada. "Fue un episodio satisfactorio en el lado de Hank, pero eso quiere decir que la presencia de otros personajes en el guion fueron sacrificadas. Sin Rosalee! O más importante, Sin Rosalee con Monroe! Pero dejando de lado el floreciente romance Fuschbau-Blutbad, Rosalee pudo continuar probando su valor en esta situación de amnesia. Estoy interesada en oír que es lo que tiene que decir al hecho de que Juliette aparentemente solo ha olvidado a Nick."
Kevin McFarland de AV Club le dio al episodio una B+ en una categoría de la A a la F, explicando:  "Monroe podrá tener solo cinco minutos de tiempo de pantalla, Rosalee no apareció en absoluto, y esto sigue siendo el mejor episodio de la temporada hasta ahora, por un amplio margen. Es fácil olvidarse de los problemas serializados y multitudinarios del show cuando se opta por ignorar todos menos uno de ellos, la incorporación de un hilo en un caso convincente de la semana."